# Palazzo Spannocchi
Il Palazzo Spannocchi è un edificio storico di Siena, situato in piazza Salimbeni di fronte al seicentesco palazzo Tantucci e a fianco di palazzo Salimbeni.

## Storia e descrizione
La sua origine risale al 1473 su commissione del mercante senese Ambrogio Spannocchi, desideroso di legittimare la potenza politica ed economica che la sua famiglia aveva raggiunto in quell'epoca, grazie alle sue attività mercantili e alla nomina di tesoriere da parte di papa Pio II Piccolomini.
L'architetto a cui fu affidata l'opera fu Giuliano da Maiano, il quale disegnò il palazzo in chiave classica: elementi scultorei ornarono la facciata con teste scolpite di antichi imperatori romani e, all'interno della residenza, fu aperta una corte  circondata da un ampio loggiato. Fu restaurato "in stile" da Giuseppe Partini nel 1880, demolendo il giardino pensile e aggiungendo la facciata settentrionale imitante quella su Banchi di Sopra.
Oggi anche questo palazzo, come quelli posti di fronte e accanto, è sede della Banca Monte dei Paschi di Siena.
Il cortile interno, pure rimaneggiato dal Partini, conserva capitelli e loggiati originali e dagli anni settanta del Novecento è stato trasformato in salone degli sportelli della banca.